# ピアリビング
株式会社ピアリビングは、福岡県福岡市博多区に本社を置く防音製品の開発・販売を行う企業である。
防音カーペット、防音パネル、防音カーテンなどの製品を取り扱っている。

## 概要
株式会社ピアリビングは、福岡県福岡市博多区に本社を構える防音製品の企業である。取扱商品は防音カーペット、防音パネル、防音カーテン、簡易防音室などの家庭用防音製品。東京都六本木と福岡県博多にショールームを展開している。また、自社サイトに加え、楽天市場、Yahoo!ショッピング、AmazonなどのECモールにも出店している。
1993年に福岡県宗像市で内装業として創業し、2001年に代表の室水房子が防音材「静床ライト」と出会ったことを契機に防音事業を本格化。内装資材を転用したオリジナル防音パネルや防音室を主力商品としていた。2020年以降のテレワーク・在宅需要の拡大を背景に、2021年にはテレビ東京『WBS(ワールドビジネスサテライト)』で家庭向けの簡易防音室が紹介された。
2023年にはリユース製品の販売を開始し、環境配慮型のビジネスにも注力。2024年にはゲーマーやVtuberとの共同開発によるデスク用防音ブースを発表し、働き方や趣味の多様化に対応した製品展開を進めている。

## 沿革
- 1993年 - 福岡県宗像市にて、内装業を主とする「株式会社K・Mテックス」として創業
- 1995年 -法人化し、「有限会社KMテクノス」を設立
- 2001年 -防音カーペットの販売を開始し、EC事業に参入
- 2003年  - 公式オンラインショップ「ぴあリビング」を開設し、防音専門店としての事業を本格化
- 2008年  - 社名を「株式会社ケイエムテクノス」に変更
- 2016年 - 現在の社名「株式会社ピアリビング」に変更
- 2017年 - 中国向け自社サイトを開設
- 2021年 - 海外ECサイト開設。海外事業開始
- 2022年 -自社製造工場「新宮ファクトリー」(福岡県新宮町)稼働[5]
- 2024年 - シンガポールに子会社「COCO Space Pte. Ltd.」を設立[6]

## 事業所
＜本社 ＞
- 福岡県福岡市博多区

＜ショールーム＞  
- 東京ショールーム（東京都港区六本木、2017年開設）
- 福岡ショールーム（福岡市博多区、2018年開設）

＜製造拠点＞  
- 新宮ファクトリー（福岡県新宮町、2022年稼働）

## メディア
- 2005年2月17日 - NHKおはよう日本 「街角情報局」防音空間の特集
- 2018年3月7日 - ネット担当者フォーラム『経営が厳しい時期を経て業績を回復した事例』[7]
- 2021年5月31日 - 読売テレビ『情報ライブ ミヤネ屋』厳選防音グッズ
- 2021年8月12日 - テレビ東京『WBS(ワールドビジネスサテライト) -【白熱！ランキング】[2]
- 2023年07月05日 - 『全国賃貸住宅新聞』[8]
- 2024年01月23日 - 『創業手帳』[9]
- 2024年3月22日 - 『LIFULL HOME'S』[10]
- 2024年6月3日 - 『週刊エコノミストOnline』[11]
- 2025年3月30日 - 『CHINTAI情報局』[12]

## 関連団体および所属学会
- 日本音響材料協会 正会員[13]
- 日本騒音制御工学会 正会員